# Certaginense

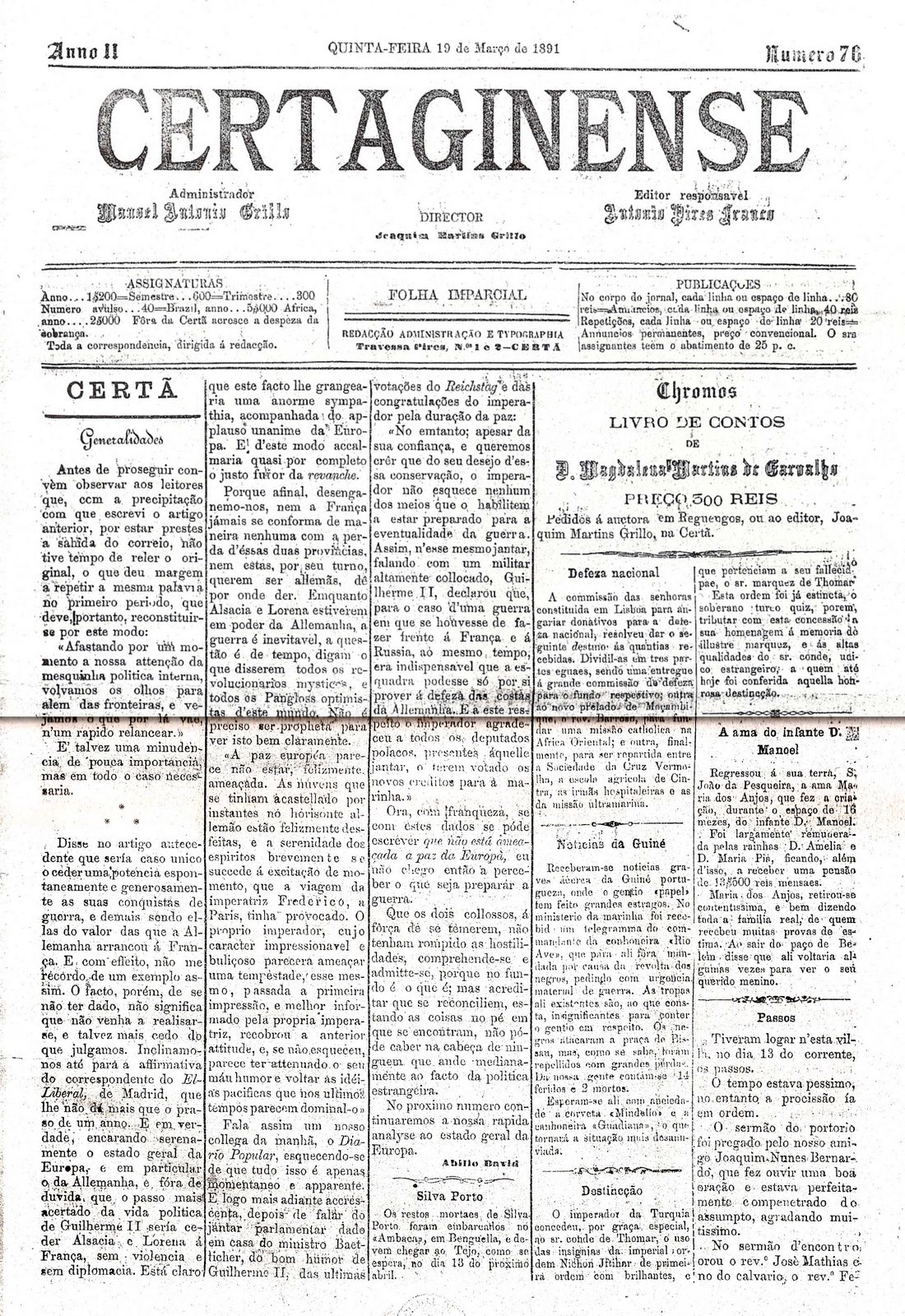
Certaginense
em 1891.

Certaginense foi um nome de um jornal editado na Sertã e dirigido por Joaquim Martins Grillo. A primeira edição saiu a 10 de Outubro de 1889. O jornal tinha um cunho marcadamente literário. A divulgação de folhetins literários, como por exemplo As Víctimas do Ódio, foi uma das suas principais imagens de marca, mas as notícias do concelho mereciam também lugar de destaque. Manuel António Grillo era o administrador da publicação.
O jornal, de inspiração republicana, publicou-se até ao dia 6 de fevereiro de 1896. Alguns anos mais tarde, este semanário viria a ser reativado: entre 7 de abril de 1918 e 4 de março de 1920.